# Relaciones Austria-Perú
Las relaciones Austria-Perú son las relaciones bilaterales entre Austria y Perú. El Ministerio de Asuntos Exteriores de Austria describe las relaciones entre ambos países como amistosas, la comunidad más grande de austriacos se encuentra en Pozuzo y Oxapampa, ubicados en el departamento de Pasco.

## Historia
Ambos países establecieron relaciones en el siglo XIX. En 1851, Austria-Hungría reconoció la independencia del Perú y, posteriormente, ambos países establecieron relaciones. En 1859, alemanes étnicos de Austria y Alemania establecieron y fundaron la colonia de Pozuzo.
Como resultado de la Primera Guerra Mundial, Perú rompió relaciones con Alemania y Austria-Hungría, restableciéndolas con la Primera República Austriaca después de la guerra. Después de la incorporación de Austria al Reich alemán en 1938, Perú dejó de tener relaciones con Austria, continuando en cambio sus relaciones con Alemania hasta 1942.  Durante este período, la población austriaca en Perú se vio polarizada entre los leales austríacos y los nacionalsocialistas.
En 1947, el Perú reconoció a la República de Austria, y en 1949 se reanudaron las relaciones bilaterales, siendo elevadas a nivel de embajada en 1968.

## Misiones diplomáticas residentes
- Austria tiene una embajada en Lima.
- Perú tiene una embajada en Viena.

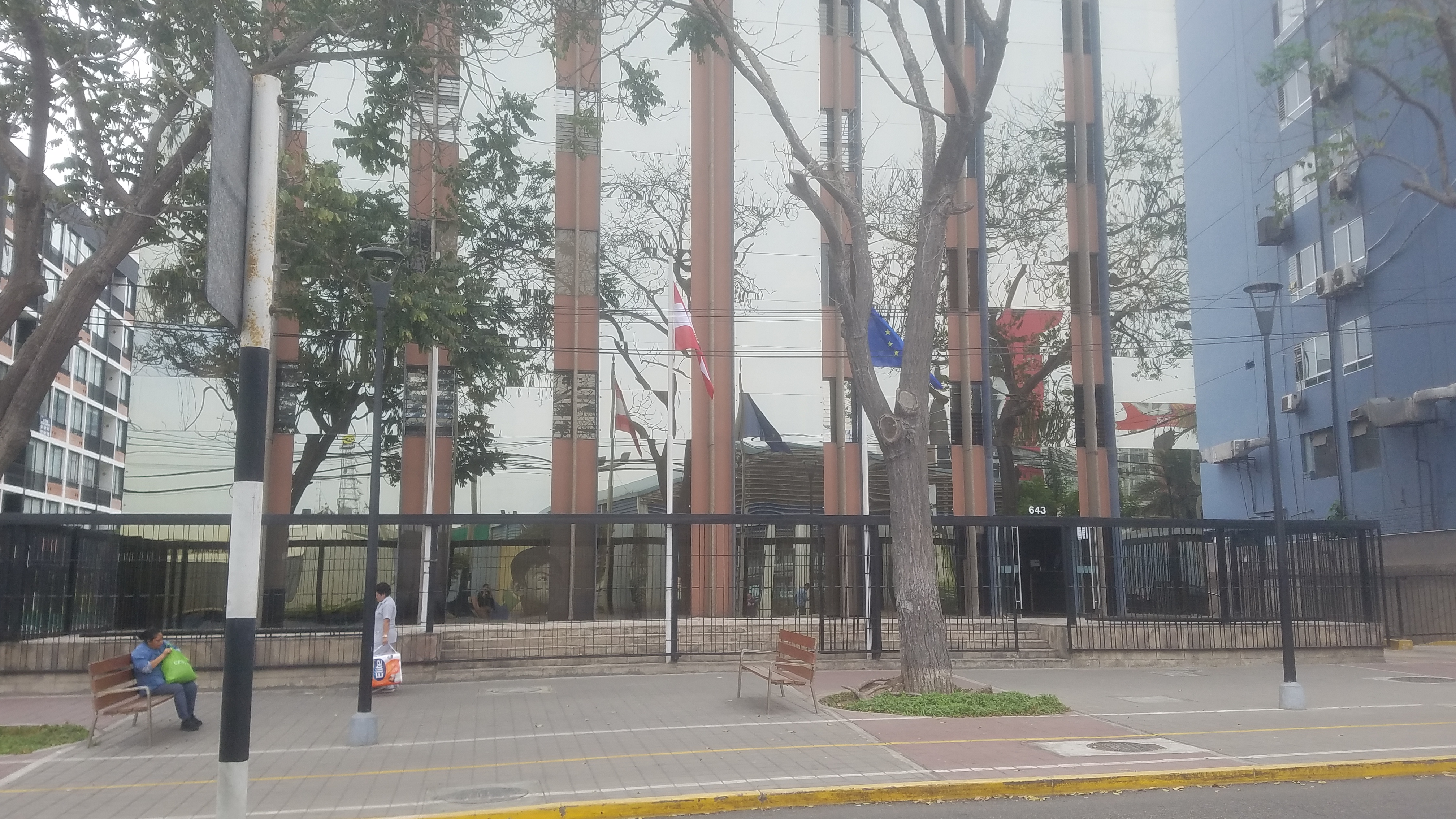
Embajada de Austria en Lima
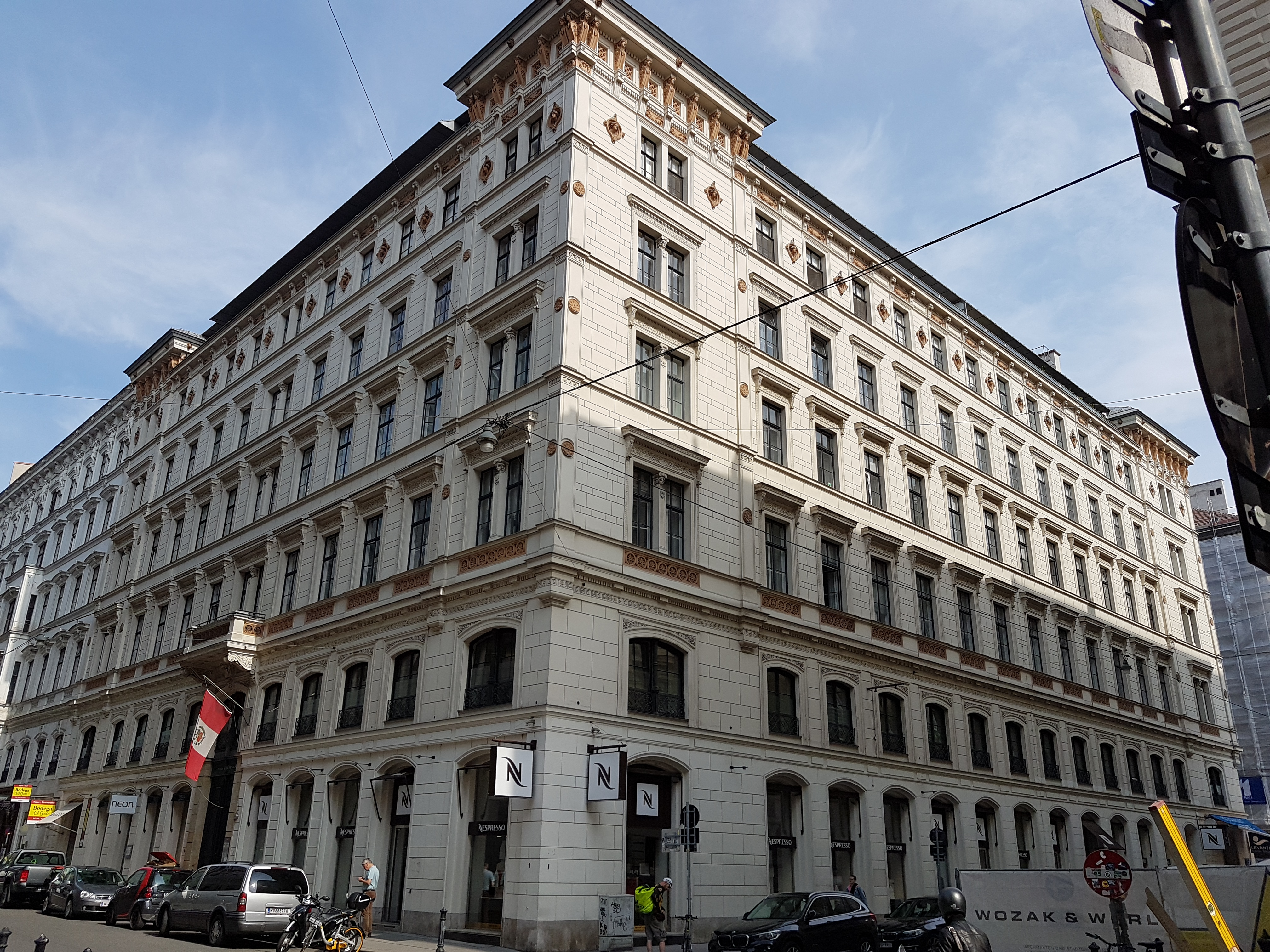
Embajada de Perú en Viena